# Astragalus gummifer
Astragalus gummifer is een plantensoort uit de vlinderbloemenfamilie (Fabaceae). Het is een laag bij de grond groeiende, doornige en bladverliezende struik met spreidende takken. De struik heeft kleine takken en een korte houtachtige grijze stengel die bezet is doornen. De struik levert een gom die bekend staat als tragacanthgom. Deze wordt zowel uit de stengels als de wortel gewonnen.
De soort komt voor van Oost-Turkije tot in Libanon en Noordwest-Iran. Hij groeit daar op droge sub-alpiene hellingen en in valleien, hooglandbossen en graslanden.
De uit de struik gewonnen tragacanthgom wordt in de voedingsmiddelenindustrie gebruikt als verdikkingsmiddel in dressings en sauzen. Tragacanthgom die uit de wortel afkomstig is wordt verwerkt in snoep, ijs en siropen. Daarnaast wordt de gom in de farmaceutische industrie gebruikt bij de productie van pillen, tabletten en bepaalde medicijnen. In de textielindustrie wordt de gom gebruikt als verdikkingsmiddel bij de bereiding van kleurstoffen. Verder zit de gom ook in parfums en cosmetica zoals crèmes, gels, lotions en hoogwaardige zeepsoorten. Zowel de stengels als de gom kunnen worden verbrand als een geurige wierook.
... · 
A. bibullatus ·
A. cicer (bergerwt) ·
A. didymocarpus · 
A. glycyphyllos (wilde hokjespeul) ·
A. whitneyi ·
...